# NGC 7671
NGC 7671 (również PGC 71478 lub UGC 12602) – galaktyka soczewkowata (S0), znajdująca się w gwiazdozbiorze Pegaza. Odkrył ją William Herschel 21 października 1784 roku.